# Perinereis neocaledonica
Perinereis neocaledonica är en ringmaskart som beskrevs av Georges Florentin Pruvot 1930. Perinereis neocaledonica ingår i släktet Perinereis och familjen Nereididae. Inga underarter finns listade i Catalogue of Life.